# João Casimiro Pereira da Rocha de Vasconcelos
João Casimiro Pereira da Rocha de Vasconcelos (Lisboa - Benguela, 21 de janeiro de 1845) foi um militar português. 
Assentou praça em 1808 na Leal Legião Lusitana, participando das campanhas da Guerra Peninsular depois de ter servido no Brasil. Em 1821 foi promovido a coronel graduado, e foi mandado à Índia como governador de Diu. Todavia, Dom Manuel não lhe quis dar posse, em 1824, por informações confidenciais que o rotulavam como revolucionário.
Desempenhou então na Índia várias comissões e instrutorias, quando em 1835 foi o chefe da revolta que depôs o marechal Joaquim Manuel Correia da Silva e Gama do cargo de governador da Índia, assumindo a presidência da junta de governo provincial em Goa. Entre 1836 e 1837, a junta governou apenas sobre Goa, ficando Damão e Diu sob o governo de Bernardo Peres da Silva. Com a chegada do barão de Sabroso, que anistiou os implicados no movimento político de 1835, João Casimiro regressou ao reino, sendo nomeado em 1844 governador do distrito de Benguela, sendo promovido a capitão efetivo.